# Adesmus charis
Adesmus charis är en skalbaggsart som först beskrevs av Bates 1881.  Adesmus charis ingår i släktet Adesmus och familjen långhorningar. Inga underarter finns listade i Catalogue of Life.